# Degermyrtjärnen (Skorpeds socken, Ångermanland)
Degermyrtjärnen är en sjö i Örnsköldsviks kommun i Ångermanland och ingår i Nätraåns huvudavrinningsområde. Sjöns area är 0,028 kvadratkilometer och den är belägen 272 meter över havet.